# E018号線
E018号線 (E018ごうせん、英: European route E018) はカザフスタンにあり、ジェスカズガン – カラガンダ - パヴロダル - ウスペンカを結ぶ、欧州自動車道路のBクラス幹線道路。

## 経路
以下の幹線道路と交差する。
- カザフスタン
  - E123号線 – ジェスカズガン
  - E125号線 – カラガンダ
  - E127号線 – パヴロダル
  - ウスペンカ